# دراگوتسوت
دراگوتسوت (به صربی: Dragocvet) یک روستا در صربستان است که در ناحیه پوموراولیه واقع شده‌است.
 دراگوتسوت  ۱٬۰۰۳ نفر جمعیت دارد.